# Childia macroposthium
Childia macroposthium is een soort uit de familie Childiidae, die behoort tot de onderstam Acoelomorpha. Een kenmerkende eigenschap van de worm is dat hij tweeslachtig is, maar geen gonaden heeft. In plaats daarvan plant hij zich voort door middel van gameten, die hij produceert uit mesenchym. Verder heeft de worm geen darmen. 
De worm leeft in zee, tussen sedimentair gesteente. Childia macroposthium werd in 1931 voor het eerst wetenschappelijk beschreven door Steinböck. 